# Славка Калчева
Славка Калчева е българска народна певица от Тракийската фолклорна област.

## Биография и творчество
Родена е в село Чарда, Ямболско на 2 декември 1954 г. Завършила е Техникум по облекло в Бургас и работи като шивачка в Ямбол. Първоначално е искала да стане поп певица, но любовта ѝ към народната музика надделява. „Истинската ми страст към народната музика се появи, когато чух този страхотен глас и орнаментика на невероятната Недялка Керанова. Тогава вече бях убедена, че искам да се занимавам точно с това и започнах да пея професионално“, споделя певицата. От 1976 до 1982 г. свири на бас китара и пее в Козаревската група. Пяла е на сватби в Ямболско, Старозагорско и Бургаско. Популярността ѝ нараства, когато започва да пее с Дълбокоизворската група, орк. „Родопи“ и орк. „Бисери“ на Младен Малаков. Канят я на концерти с Конушенската група и орк. „Тракия“ на Иво Папазов. Осъществява първите си записи в Радио „Пловдив“. Първият ѝ албум е издаден на дългосвиреща грамофонна плоча. Била е омъжена за Иван Калчев, брат на ръководителя на оркестър „Козари“ Марин Калчев. С този оркестър пее по участия и концерти, записва албум с него и етърва си Руска Калчева – „Две етърви пеят“. През 2000 г. песента ѝ „Бяла роза“, от мнозина възприемана като народна песен, въпреки че е авторска, написана от Славка Калчева, става първият голям хит в народната музика и Калчева се свързва най-вече с тази песен. Певицата споделя за песента: „Колкото до силата на тази песен, аз съм автор на музиката ѝ и на половината от текста, обаче и досега не мога да си обясня откъде идва тя.“ „Тази песен (Бяла роза) дойде като една голяма награда за мен, за целия труд, който съм положила през всички тези години. Не съм имала лек живот. Преди да се появи тази песен, съм работила доста упорито, лишавала съм се от много неща, раздавала съм се... И тя някак си се появи в точния момент. Вярвам, че има Божия намеса и това е като подарък от Господ за всички усилия, защото както винаги съм казвала – всеки труд се възнаграждава рано или късно“, допълва още Славка Калчева.
През 2015 г. записва дуетни песни с тракийския народен певец Николай Урумов. Има дует и с колежката си Тони Дачева. В интернет добива известност дуетът на Калчева и Урумов „Песен за Гергьовден“.
Гласът на Славка Калчева се отличава с голям диапазон – от ниския до горния регистър, а тя, макар без професионално образование, притежава голяма вокална техника при интонирането и орнаментирането.

## Дискография

### Студийни албуми
- „Славка Калчева“ (1988)[5]
- „Две етърви пеят“ (1995)
- „Завръщане“ (1999)
- „Сватба“ (2000)
- „Момина сълза“ (2002)
- „От българско, по-българско“ (2004)
- „От сърцето на Тракия“ (2005)
- „Бисери от Тракия“ (2008)

### Компилации
- „Избрано за вас“ (2003)
- „Бяла роза и още нещо“ (2009)
- „Фолклорен извор“ (2014)

### Видеоалбуми
- „Славка Калчева“ (2002)
- „Best Video Selection“ (2006)

## Награди
- 1988 – Първа награда от Третата среща на оркестрите за българска народна музика „Стамболово '88“[1]
- 2000 – „Тракия фолк“ – Награда за традиция и новаторство
- 2001 – „Златният Мустанг“ – Второ място за песен („Бяла роза“)
- 2003 – „Планета ТВ“ – Фолклорен изпълнител на годината
- 2004 – „Нов фолк“ – Награда за албум на фолклорна основа („От българско по-българско“)
- 2004 – „Планета ТВ“ – Фолклорен изпълнител на годината
- 2005 – „Планета ТВ“ – Най-популярна мелодия за мобилен телефон („Бяла роза“)
- 2005 – „Нов фолк“ – Фолклорен албум на годината („От сърцето на Тракия“)
- 2010 – „Планета ТВ“ – Фолклорен хит на десетилетието („Бяла роза“)
- 2014 – Награда на Ямбол за 2014 г.